# Federmesser-Gruppen

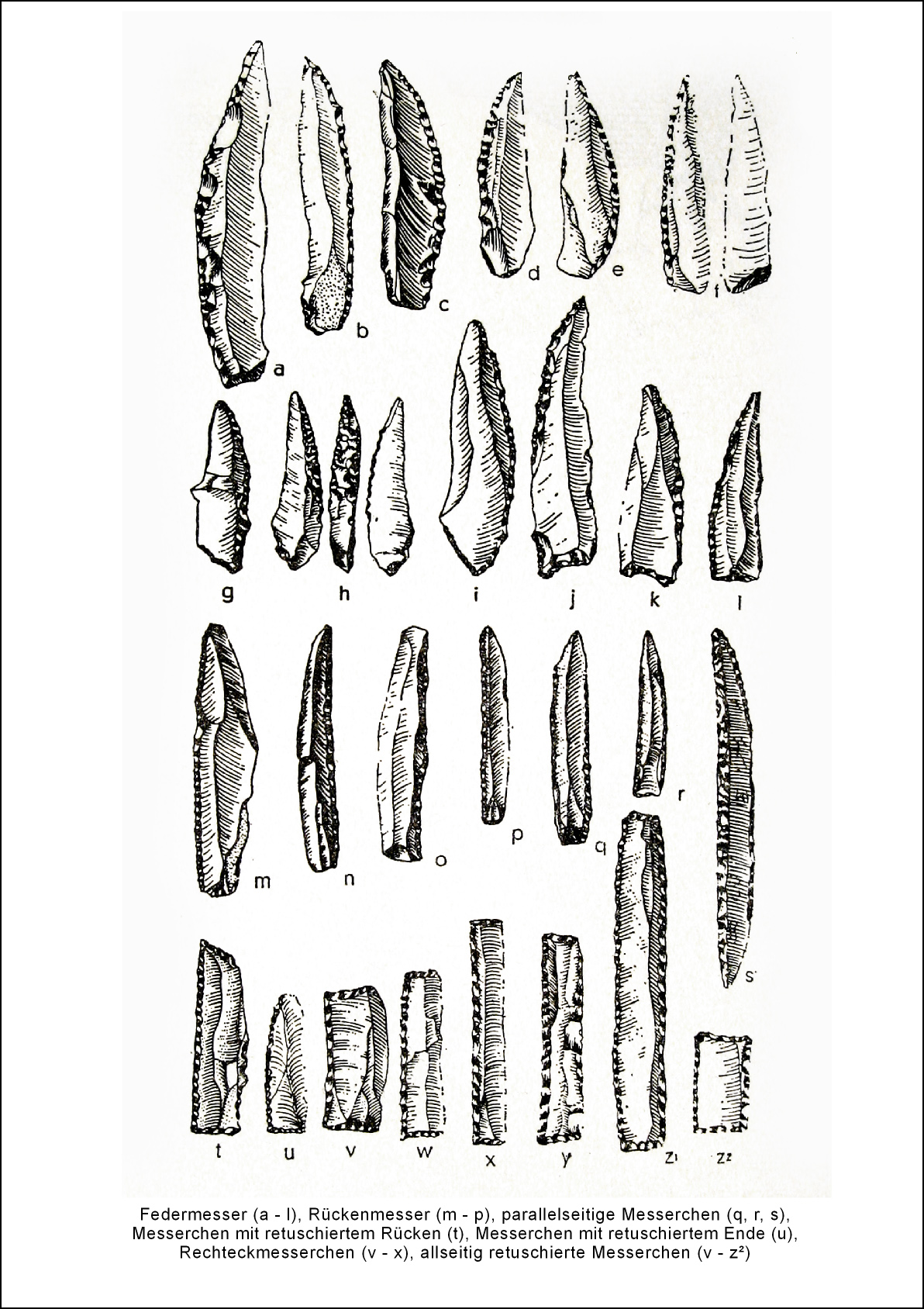
Steinartefakte der Federmesser-Gruppen

Federmesser-Gruppen ist eine Sammelbezeichnung für Kulturgruppen des Mesolithikums aufgrund ihrer charakteristischen archäologischen Leitform, dem einer Feder ähnelnden Federmesser. In der Forschungsgeschichte war der synonyme französische Begriff Azilien gebräuchlich, der heute nur noch für Federmesser-Fundplätze in Bayern verwendet wird (dort auch Rückenspitzen-Gruppen oder „Atzenhofer Gruppe“ genannt). Datierungen von Fundstellen der Federmesser-Gruppen liegen zwischen ca. 12.000 und 10.800 v. Chr.

## Name
Der Begriff wurde 1933 von Hendrik Jan Popping (1885–1950) eingeführt, nach dem häufigsten Werkzeugtyp aus Feuerstein, dem Federmesser. Die Federmesser-Gruppen können ihrerseits in drei Gruppen untergliedert werden: die Tjonger-Gruppe, verbreitet in Nord-Belgien und in den Niederlanden (an das englische Creswellien anknüpfend), die Rissener Gruppe (Nordwestdeutschland und Nordöstliche Niederlande) und die Wehlener Gruppe (Süd-Schleswig und Nordost-Niedersachsen). In Südschweden und Dänemark wird die zeitgleiche Erscheinung Bromme-Kultur genannt, im Gebiet des heutigen Polens "Tarnowien".

## Ausbreitung
Die Ausbreitung dieser aus dem Magdalénien hervorgegangenen Kultur erfolgte im klimabegünstigten feuchten Alleröd-Interstadial, das durch die erste großflächige Ausbreitung von Gehölzen (Kiefer- und Birkenwälder) nach der letzten Kaltzeit (Weichsel-Kaltzeit im Norden, Würm-Kaltzeit im Süden Deutschlands) gekennzeichnet war. Auch wenn die Federmesser-Fundplätze überwiegend mit dem Alleröd-Interstadial zu korrelieren sind, sind einige Fundplätze älter (Ältere Dryaszeit) und legen eine Überlappung mit der späten Hamburger Kultur (Havelte-Gruppe) nahe. Fundplätze im Raum zwischen Nordengland und Dänemark im Westen und Norden und der Ukraine im Osten sowie dem Voralpenraum wurden der Federmesserkultur zugeordnet.

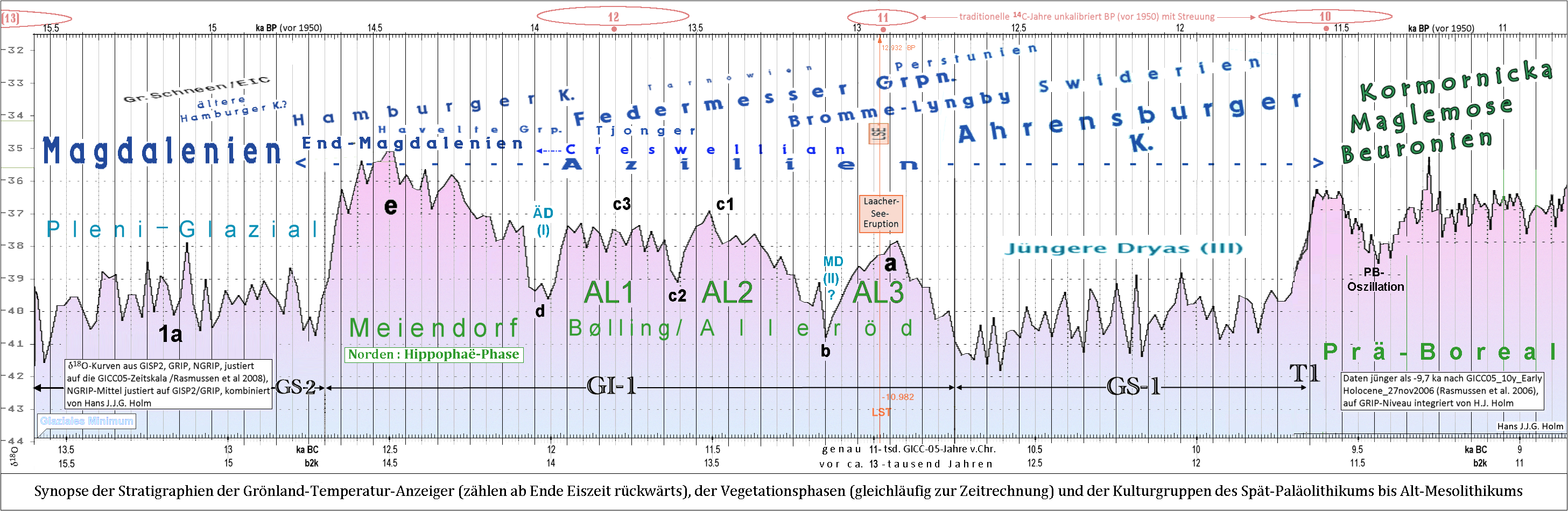
Endglazial – Eiskerndaten mit Kulturen

Die nördlichste Verbreitung zeigen Fundplätze in Dänemark:
- Dollerup Sø
- Egtved
- Fogense Enge
- Gamst Sømose
- Hasselø Tværvej
- Hjärup Mose
- Rundebakke
- Tingvad Bro

## Gräber
Das Doppelgrab von Oberkassel datiert mit ca. 12.000 v. Chr. in die Zeit der Federmesser-Gruppen, nachdem es zuvor lange Zeit dem Magdalénien IV zugeschrieben worden war.

## Siedlungsweise
Die Siedlungsweise der mobilen Jäger und Sammler lässt sich an umfassend ausgegrabenen und hochauflösend analysierten Lagerplätzen nachvollziehen. Da die einzelnen Siedlungsplätze meist nur kurzzeitig genutzt wurden und jeweils spezifische Funktionen hatten, stellen einzelne Lager nur kleine Ausschnitte aus der gesamten Siedlungsweise dar. Ganze Siedlungsareale mit mehreren Lagerplätzen sind nur selten archäologisch erschlossen, wie z. B. im Neuwieder Becken mit den Fundplätzen Niederbieber, Andernach, Urbar, Kettig, Bad Breisig. Fundplätze der Federmessergruppen im Rheinland weisen mit der Tephra des Laacher Vulkans oft einen charakteristischen stratigraphischen Marker auf.
Wichtigstes Jagdwild waren Hirsch, Elch, Biber und Auerochse, vereinzelt Ren und Riesenhirsch. Huftierherden (Wildpferd) des Offenlandes waren weitgehend verschwunden. Wollhaarmammut und Wollnashorn waren im Zuge der Quartären Aussterbewelle am Ende der letzten Eiszeit weitgehend verschwunden und nur noch in den Steppenzonen Osteuropas und Sibiriens vertreten.

## Inventar
Leitformen sind Federmesser (Rückenspitzen), Rückenmesser, Stichel, Spitzen und Kratzer aus Feuerstein.
In den Federmesser-Horizont datiert das Bernsteintier von Weitsche als eines der seltenen Kleinkunstwerke. Dabei handelt es sich um die Darstellung einer Elchkuh.
Bekannte Fundplätze sind neben Weitsche auch Niederbieber am Mittelrhein und Rekem in Belgien.